# Bush Doctor
| Recensione       | Giudizio        |
| ---------------- | --------------- |
| AllMusic         | [ 1 ]           |
| Robert Christgau | B+              |
| Sputnikmusic     | 4.0 (Excellent) |

Bush Doctor è il terzo album in studio del cantante reggae giamaicano Peter Tosh, pubblicato nel 1978 dalla Rolling Stones Records. L'album contiene una collaborazione con il cantante Mick Jagger dei Rolling Stones, (You Gotta Walk) Don't Look Back.

## Tracce
Brani composti da Peter Tosh, eccetto dove indicato.
Lato A
1. (You Gotta Walk) Don't Look Back – 3:43 (Ronald White, Robbie Shakespeare)
2. Pick Myself Up – 3:57
3. I'm the Toughest – 3:51
4. Soon Come – 3:55
5. Moses the Prophet – 3:34

Lato B
1. Bush Doctor – 4:02
2. Stand Firm – 6:07
3. Dem Ha Fe Get a Beatin' – 4:12
4. Creation – 6:25

Edizione CD del 2002, pubblicato dalla EMI Records (7243 5 39181 2 5)
Brani composti da Peter Tosh, eccetto dove indicato.
1. (You Gotta Walk) Don't Look Back – 5:16 (Ronald White, Robbie Shakespeare)
2. Pick Myself Up – 3:59
3. I'm the Toughest – 3:53
4. Soon Come – 3:56
5. Moses the Prophet – 3:35
6. Bush Doctor – 4:04
7. Stand Firm – 6:08
8. Dem Ha Fe Get a Beatin' – 4:12
9. Creation – 6:26
10. Lesson in My Life – 5:32 – Bonus Track - Outtake
11. Soon Come – 5:16 – Bonus Track - Long Version
12. I'm the Toughest – 5:10 – Bonus Track - Long Version
13. Bush Doctor – 5:42 – Bonus Track - Long Version
14. (You Gotta Walk) Don't Look Back – 5:00 (Ronald White, Robbie Shakespeare) – Bonus Track - Version
15. Tough Rock Soft Stones – 4:30 – Bonus Track - Previously Unreleased

## Musicisti
- Peter Tosh - voce solista, chitarra acustica, chitarra ritmica, clavinet, autoharp
- Mikey Mao Chung - chitarra solista, sintetizzatore moog, fender rhodes, chitarra pick
- Donald Kinsley - chitarra solista
- Robert Lyn - pianoforte acustico, organo, fender rhodes, clavinet
- Keith Sterling - tastiere
- Luther François - sassofono soprano
- Robbie Shakespeare - basso, chitarra pick, chitarra
- Sly Dunbar - batteria, gato box
- Larry McDonald - percussioni
- Sticky (Uziah Thompson) - percussioni

Musicisti aggiunti
- Keith Richards - chitarra (brani: Bush Doctor e Stand Firm)
- Mick Jagger - voce (con Peter Tosh nel brano: (You Gotta Walk) Don't Look Back)

Note aggiuntive
- Peter Tosh - produttore, arrangiamenti
- Robbie Shakespeare - produttore
- The Climmer Twins - produttore esecutivo
- Theresa Del Pozzo - coordinatore della produzione
- Robbie Shakespeare - arrangiamenti (eccetto nel brano: Creation)
- Word, Sound and Power - arrangiamenti (eccetto nel brano: Creation)
- Karl Peterson e Peter Tosh - arrangiamenti (brano: Creation)
- Robbie Shakespeare - arrangiamenti strumenti a fiato
- Registrato al Dynamic Sounds ed al Joe Gibbs Studio di Kingston, Jamaica
- Geoffrey Chung - ingegnere delle registrazioni (al Dynamic Sounds)
- Errol Thompson - ingegnere delle registrazioni (al Joe Gibbs Studio)
- Remixato al Bearsville Studio (Karl Pitterson ingegnere al remixaggio assistito da Chris Anderson)
- Editato al Atlantic Studios di New York, Stati Uniti da Lew Hahn
- Masterizzato al Atlantic Studios di New York da Dennis King
- Ara Gallant - fotografia copertina frontale album
- Sam Emerson, Susan Finkelstein e Avrom Robin - fotografie interne album[4]